# Els Torms
Els Torms je obec ve španělském autonomním společenství Katalánsko, v provincii Lleida. Žije zde 137 obyvatel.

## Poloha
Sousední obce jsou: El Soleràs, Juncosa a La Granadella.